# Sunbeam Rapier
La Rapier è una autovettura costruita dal gruppo Rootes, con marchio Sunbeam, dal 1955 al 1976. Fu la prima della serie Audax.
Annunciata al Salone dell'automobile di Londra nell'ottobre del 1955, precedette le vetture del gruppo Rootes correlate, cioè la Hillman Minx e la Singer Gazelle, di alcuni mesi.
La Rapier fu lanciata per sostituire la Alpine Mark III, ma sia la prima che la seconda serie, entrambe quattro posti e due porte hardtop, erano completamente diverse dalla vettura antenata.
Sebbene progettata dallo staff tecnico del gruppo Rootes, la Rapier fu ispirata, attraverso Raymond Loewy, dalla nuova generazione di coupé della Studebaker commercializzate nel 1953.

## La Serie I
Disponibile in una gamma di veicoli verniciati con due colori, come tipicamente era d'uso all'epoca, poteva vantare alcune peculiarità, tra cui la leva del cambio al volante, gli allestimenti interni in pelle e l’overdrive compresi nella dotazione di serie. Gli allestimenti interni in vinile erano un optional per le vetture commercializzate nel Regno Unito, e di serie in taluni paesi.
I corpi vettura della Rapier erano costruiti dalla Pressed Steel, trasportati poi alla Thrupp & Maberly a nord di Londra dove erano verniciati e dotati degli interni, e quindi condotti agli stabilimenti Rootes di Ryton-on-Dunsmore vicino a Coventry, dove erano montati il motore, la trasmissione e le altre parti meccaniche. Questa situazione complessa continuò fino al 1963, quando fu introdotta la Serie IV.
Il motore della Rapier era un quattro cilindri in linea da 1390 cm³ di cilindrata con valvole in testa. Era essenzialmente lo stesso di quello montato sulla Hillman Minx, ma con il rapporto di compressione aumentato (da 7:1 a 8:1), un carburatore Zenith DIF 36 ed i collettori di aspirazione e scarico rivisti. Con queste novità erogava una potenza di 62,5 bhp a 5000 giri al minuto. La trasmissione formata da un cambio a quattro rapporti e con l’overdrive per la terza marcia e la quarta, era compresa nella dotazione base.
Sebbene le prestazioni della Rapier erano sufficientemente vivaci per gli standard dell'epoca e la sua guidabilità era considerata eccellente, divenne subito chiaro che il propulsore non era abbastanza potente. Come risultato dell'esperienza acquisita dal dipartimento del gruppo Rootes nei rally, dall'ottobre del 1956, alla Rapier fu installato un motore aggiornato, conosciuto come R67, dove furono montati due carburatori Zenith 36 WIP sul nuovo condotto d'aspirazione. Questo propulsore erogava ora 67,5 bhp di potenza, riduceva di un secondo l'accelerazione da 0 a 97 km/h e aumentava la velocità massima di 4,8 km/h.
Il periodico automobilistico britannico The Motor provò la Serie I della Sunbeam Rapier, più precisamente una versione berlina a due carburatori del 1957, e registrò una velocità massima di 137,9 km/h, un'accelerazione da ferma a 97 km/h di 20,9 secondi ed un consumo di carburante di 9,26 L/100 km. Il modello utilizzato nel test costava 1043 sterline
Nelle competizioni, una Rapier Serie I guidata da Peter Harper arrivò quinta nel rally di Monte Carlo del 1958.
Della prima versione della Sunbeam Rapier furono costruiti 7477 esemplari. La produzione fu interrotta nel 1958, quando fu introdotta la Serie II

## La Serie II
La Sunbeam Rapier Serie II fu annunciata al pubblico il 6 febbraio 1958, ed era una due porte disponibile in versione hardtop e cabriolet. Nove esemplari furono modificati dal gruppo Rootes per partecipare al rally di Monte Carlo del 1958.
Fu reintrodotta la tradizionale calandra Sunbeam, sebbene più bassa e larga, e gli spazi ai suoi lati furono coperti con griglie laterali a sviluppo orizzontale. La colorazione a due tonalità della Serie I fu abbandonata, a favore della verniciatura di un solo colore (più precisamente quella del tetto). Altri cambiamenti furono il pronunciamento delle pinne della coda. Sebbene i cambiamenti estetici traevano origine dal lavoro del dipartimento di design del gruppo Rootes, era forte il legame con le Studebaker di Raymond Loewy; infatti il suo aspetto era molto somigliante alla Golden Hawk.
Gli interni della Serie II erano stati leggermente modificati rispetto alla Serie I, eccetto la leva del cambio, che fu spostata dal volante al pavimento. Questa modifica, sviluppata dalle vetture rally della Serie I, fu un immediato successo. Per contenere i costi, la pelle della tappezzeria fu sostituita dal vinile, e l’overdrive del cambio diventò un optional.
La novità di maggior rilievo fu però il nuovo motore. Era un propulsore a quattro cilindri in linea da 1494 cm³ di cilindrata a valvole in testa. Era conosciuto come Rallymaster.
Rispetto a quello della Serie I fu incrementata la cilindrata ed il rapporto di compressione, che fu portato a 8,5:1, e furono ingrandite le valvole di aspirazione e scarico. Queste modifiche portarono la potenza erogata a 73 bhp a 5200 giri al minuto. La rivista Autocar registrò una velocità massima di 146 km/h ed un'accelerazione da 0 a 97 km/h di 20,2 secondi. Direttamente dall'esperienza delle competizioni, la Serie II montava freni anteriori maggiorati ed uno sterzo a circolazione di sfere, che sostituì quello a vite e dado della Serie I.
La produzione della Sunbeam Rapier Serie II fu interrotta nel 1959 dal lancio della Serie III, dopo 15151 esemplari costruiti (hardtop e cabriolet).

## La Serie III
La Serie III doveva essere nelle prime intenzioni la Sunbeam Rapier definitiva, e fu lanciata nel settembre del 1959 solo in versione due porte.
Il gruppo Rootes, rispetto alla serie precedente, fece dei piccoli cambiamenti estetici, che individualmente erano insignificanti, ma che, combinati, modificavano decisamente l'aspetto della vettura. Per esempio, il numero delle barre orizzontali su ognuna delle griglie laterali alla calandra fu incrementato da tre a quattro, ed il cofano ricevette una rientranza oblunga al posto di quella squadrata delle prime serie. La differenza più marcata fu la rivisitazione delle frecce laterali, che ora erano più strette e installate più in basso. Il cambiamento più sottile fu comunque la riduzione dello spessore dei montanti del parabrezza che, insieme ad altre modifiche minori, davano nel complesso il 20% di superficie in più all'area del vetro.
All'interno della vettura i cambiamenti operati erano più evidenti. I progettisti Rootes ridisegnarono completamente i sedili ed i pannelli interni; questi ultimi erano in vinile di un unico colore, che contrastava con le parti in metallo nudo. Per la prima volta, una profonda pila di tappetini fu utilizzata per la zona sotto il cruscotto, dove i passeggeri alloggiavano i piedi. Inoltre, il volante, le leve di comando e gli interruttori erano in plastica nera invece che beige. Il cruscotto, invece di essere, come nelle prime serie, costituito da plastica imbottita e metallo, era ricoperto da inserti in radica di noce sormontati da imbottiture lungo i suoi bordi. Era inoltre equipaggiato con strumentazione a fondo nero dell'azienda britannica Jaeger.
Meccanicamente, la Serie III beneficiava delle caratteristiche tecniche della versione da competizione della Sunbeam Alpine, di cui condivideva il motore, che era un quattro cilindri in linea a valvole in testa. Sebbene la sua cilindrata era appena di 1494 cm³, aveva un rapporto di compressione incrementato, le valvole ridisegnate ed un albero a camme di derivazione sportiva. Rimasero i due carburatori Zenith della Serie II, ma fu montato un nuovo condotto d'ingresso dell'acqua calda. Il risultato fu l'incremento della potenza di 5 bhp, che portò quella totale a 78 bhp a 5400 giri al minuto.
La scatola del cambio includeva una seconda, una terza ed una quarta marcia più alte. Aveva anche un angolo della leva che permetteva una minore escursione del movimento, e quindi un cambio di marcia più veloce.
Nuovi freni a disco anteriori incrementavano significativamente la capacità di frenata, ed una più larga carreggiata dava una maggiore stabilità ed una migliore tenuta di strada.
Una Subeam Rapier Serie III versione berlina fu provata dalla rivista specializzata The Motor nel 1960; fu registrata una velocità massima di 147,6 km/h ed un'accelerazione da 0 a 97 km/h di 16,6 secondi. Il consumo di carburante fu di 9,58 L/100 km.
La Serie III, di cui furono costruiti 15.368 esemplari (hardtop e cabriolet), diede l'avvio alla Serie IIIA nell'aprile del 1961.

## La Serie IIIA
Il 20 aprile 1961 fu annunciata la Serie IIIA, che aveva installato il motore da 1592 cm³ della Sunbeam Alpine Serie II. Anch'essa era una due porte.
Esternamente ed internamente questa nuova serie era identica alla Serie III. I miglioramenti erano stati eseguiti per aumentare la robustezza e la resistenza del modello. Con questo scopo, la cilindrata del motore fu incrementata a 1592 cm³ e fu installato un albero a gomiti più rigido. Per incrementare la robustezza, l'albero motore incorporava supporti di biella di diametro maggiorato che obbligarono a modificare anche le bielle stesse e i relativi spinotti. Furono anche modificate le pompe dell'olio e dell'acqua di raffreddamento. Come risultato si ottenne l'incremento di potenza da 78 bhp a 80,25 bhp a 5100 giri al minuto, e l'aumento della coppia a 119,6 N•m a 3900 giri al minuto.
Inoltre, lo sviluppo della Serie IIIA includeva molti dettagli che furono cambiati, come l'incremento del diametro della barra antirollio anteriore con cospicuo aumento della tenuta di strada, la riprogettazione della campana del cambio e la revisione della frizione con disco condotto a 9 molle anziché 6. All'interno della vettura, il riscaldamento dell'aria, che fino a quel momento era disponibile come optional, divenne di serie. Tutti questi cambiamenti fornirono alla Serie IIIA un'impronta caratteristica che la differenziava dalla versione precedente, e diedero alla Sunbeam Rapier nuova linfa alla sua commercializzazione nei concessionari.
La velocità massima della Serie IIIA era più bassa di quella della Serie III, più precisamente 140 km/h. Era inferiore anche l'accelerazione da 0 a 97 km/h (19,3 secondi), ma il motore era più resistente.
A metà del 1963 la produzione della Serie IIIA versione cabriolet fu interrotta, ma le hardtop furono vendute fino all'ottobre dello stesso anno, quando fu rimpiazzata dalla Serie IV. In totale furono costruiti 17354 esemplari.

## La Serie IV
Nel tardo 1963, il gruppo Rootes decise di aggiornare la Rapier. Non c'era più il contributo del dipartimento che si occupava delle competizioni, poiché l'azienda stava concentrando gli sforzi verso la Hillman Imp e la Sunbeam Tiger. Infatti, della Serie IV della Rapier furono ultimati i progetti, costruiti i prototipi e completate le prove, ma il gruppo Rootes cambiò strategia, e non commercializzò la vettura preparata. La nuova Serie IV diventò la Humber Sceptre Mark I, e la Serie IIIA fu ridisegnata, con la speranza di dare un nuovo corso alle berline, piuttosto che alle vetture coupé sportive.
La differenza più evidente rispetto alla serie precedente risiedeva nelle ruote, che ora avevano un diametro di 330 mm ed erano in comune con le altre vetture Rootes di classe “leggera”. Ciò significava che le finiture dei cerchioni in acciaio utilizzate con insistenza e caparbietà fino a quel momento furono rimpiazzate da un coprimozzo ed altre nuove finiture. La parte anteriore fu completamente ridisegnata per dare un aspetto più moderno alla vettura. Fu approntata anche una radicale modifica al cofano, che conferì al modello un profilo più basso e piatto. Le ali anteriori furono cambiate, eccetto le griglie laterali e le frecce. La tradizionale calandra Sunbeam, già profondamente modificata per la Serie II, fu ulteriormente cambiata per fornirgli un aspetto più squadrato ed un profilo più convesso. Furono installati nuovi cerchioni dei fanali, derivati dalla Sunbeam Alpine ma cromati sulla Rapier, e nuovi paraurti, che avevano una forma ed un profilo condivisi con le altre vetture Rootes di classe “leggera”. Anche per la parte posteriore furono riprese caratteristiche peculiari delle altre vetture Rootes collegate; furono infatti montati un grande numero di plinti piatti sul paraurti. Per dare più visibilità, le cornici dei finestrini laterali furono rimosse. Per caratterizzare ulteriormente la vettura, piccole scritte montate in fondo ad ogni parafango anteriore e sul portellone del bagagliaio proclamavano l'appartenenza del modello alla Serie IV.
All'interno, un nuovo cruscotto in simil noce con un alloggiamento per i guanti permetteva la custodia di oggetti che potevano essere riposti da qualsiasi parte dell'abitacolo. La strumentazione era ricca quanto quella sulla serie precedente, eccetto i comandi per il riscaldamento e il portacenere, che furono posizionati di fronte alla leva del cambio. Per dare maggiore comfort, furono introdotti il volante regolabile e dei nuovi sedili anteriori che possedevano lo schienale che si poteva regolare.
Come per il resto della gamma di vetture Rootes “leggere”, le sospensioni anteriori della Rapier furono riprogettate, rimpiazzando il perno su ogni lato dell'auto con un giunto sferico sigillato. Tutte le altre giunture nelle sospensioni furono sigillate, oppure rivestite in gomma, eliminando perciò l'esigenza di ingrassare tali punti dell'auto. Il cambio fu ripensato per compensare la riduzione di dimensione delle ruote, che portò anche al rimpicciolimento dei dischi dei freni. Il servofreno divenne di serie, e le molle e gli ammortizzatori vennero ritarati per fornire una guida più morbida. Un nuovo diaframma ed un rinnovato cilindro della frizione fornì una migliore fluidità di innesto.
Il motore da 1592 cm³ di cilindrata e con quattro cilindri in linea e valvole in testa, derivava da quello installato sulla Serie IIIA. I due carburatori inizialmente installati erano di marca Zenith, ma in seguito furono sostituiti da altri a doppio corpo di marca Solex e modello 32PAIA per aumentarne la resa. Gli effetti del montaggio dei nuovi carburatori incrementarono la potenza a 84 bhp e la coppia a 123 N•m.
Nell'ottobre del 1964 la Rapier ricevette, insieme agli altri modelli Rootes della gamma di vetture “leggere”, il cambio sincronizzato, un'innovazione che coincise con l'introduzione di una nuova numerazione computerizzata dei telai.
La rivista britannica The Motor compì una prova su strada della Serie IV nell'aprile del 1964, registrando una velocità massima di 146 km/h ed un'accelerazione da 0 a 97 km/h di 17 secondi.
Quando la produzione della Serie IV cessò nel 1965, furono costruiti in totale 9700 esemplari.

## La Serie V
In attesa di completare la nuova Sunbeam Rapier Fastback, il gruppo Rootes decise operare un nuovo aggiornamento della Rapier. Nel settembre del 1965 introdusse la Serie V, che era identica alla versione precedente, sia nell'allestimento degli interni che esteriormente, eccetto che per la scritta “1725” apposta sulle ali e sul bagagliaio, che rivelava la presenza di un nuovo importante motore. Anche la nuova serie era una berlina due porte.
Il gruppo Rootes ridisegnò completamente il vecchio propulsore da quattro cilindri, portando la cilindrata a 1725 cm³, lasciando però invariate le caratteristiche principali, cioè i quattro cilindri in linea e le valvole in testa. Aveva anche un nuovo albero a gomiti con cinque cuscinetti principali, che irrobustiva il motore, riducendo nel contempo anche i problemi.
Per aggiornare ulteriormente il modello, modificarono anche l'impianto elettrico, cambiando la polarità da positiva a negativa della messa a terra, e montarono un alternatore al posto della dinamo. Un'altra modifica sostanziale fu l'installazione di due condotti per l'impianto di scarico, così che il propulsore potesse “respirare” più facilmente.
Questi cambiamenti portarono la velocità massima raggiunta dalla Rapier a 153 km/h, e ridussero l'accelerazione da 0 a 97 km/h a 14,1 secondi. Nonostante tutte le sue buone qualità, la Serie V non vendette bene. La produzione fu interrotta nel giugno del 1967, con solo 3759 esemplari costruiti, facendola diventare la più rara delle Rapier.

## La Sunbeam Rapier Fastback coupé
Entro il 1967 la gamma “Arrow” del gruppo Rootes fu pronta. Insieme alla Hillman Hunter, l'offerta includeva la nuova serie della Sunbeam Rapier, che possedeva un corpo vettura tipo fastback coupé ed una linea sportiva. Era una hardtop due porte berlina.
La “Arrow Rapier” (o Fastback, come era conosciuta) fu lanciata sul mercato nell'ottobre del 1967, ed era una piccola quattro posti coupé basata sul telaio della Hillman Hunter versione familiare. La Rapier Fastback somigliava abbastanza alla Plymouth Barracuda, un prodotto della Chrysler, che in quel periodo giocava un ruolo importante alla Rootes. Comunque Roy Axe, il designer della Rapier, sosteneva che tutto ciò era non voluto. Sebbene la Rapier avesse installato le luci posteriori derivati dalla Hunter familiare, tutto il resto era caratteristico della vettura.
Questa serie di Rapier usava il motore Rootes da quattro cilindri in linea a valvole in testa e di 1725 cm³ di cilindrata. Aveva cinque cuscinetti principali ed era installato leggermente inclinato per conferire al cofano una linea più bassa, caratteristica comune agli altri modelli Arrow. Con i suoi due carburatori Stromberg, il propulsore produceva 88 bhp di potenza a 5200 giri al minuto. L’overdrive fu di serie con un cambio manuale, ma era optional la trasmissione automatica di marca Borg-Warner.
La Rapier Fastback continuò ad essere commercializzata senza modifiche di sorta fino al 1976, quando la produzione cessò senza che la vettura fosse sostituita. Durante il periodo in cui fu costruita, fu la base della più potente Sunbeam Rapier H120, introdotta nell'ottobre del 1968, e identificabile per il suo spoiler posteriore sul bagagliaio e per le modanature sottoporta lucidate; divideva inoltre il suo motore da 110 bhp di potenza e con due carburatori di marca Weber, con la Hillman Hunter GLS. Il propulsore in questione era modificato e preparato dalla Holbay Engineering. Questa versione di Rapier fu anche la base per provare l'applicazione di un singolo carburatore (anche se più piccolo e meno costoso), installato poi sulla Sunbeam Alpine Fastback, introdotta nell'ottobre del 1969. Il gruppo formato da ruote, sospensioni, sterzo, motore ed i relativi componenti meccanici, fu anche usato sui altri modelli Rootes, quali la Humber Sceptre e la Hillman Hunter.
Tra il 1967 ed il 1969 la Rapier fu costruita a Ryton-on-Dunsmore, e dal 1969 fino al termine della produzione (nel 1976), fu fabbricata a Linwood, in Scozia, dove si produceva anche la Hillman Imp. In totale, furono costruiti 46.204 esemplari, incluse le H120 e le Alpine Fastback. Negli Stati Uniti d'America fu commercializzata con il nome Sunbeam Alpine GT.
La velocità massima che raggiungeva la vettura era di 166 km/h, con un'accelerazione da 0 a 97 km/h di 12,8 secondi.

## La Sunbeam Alpine Fastback coupé

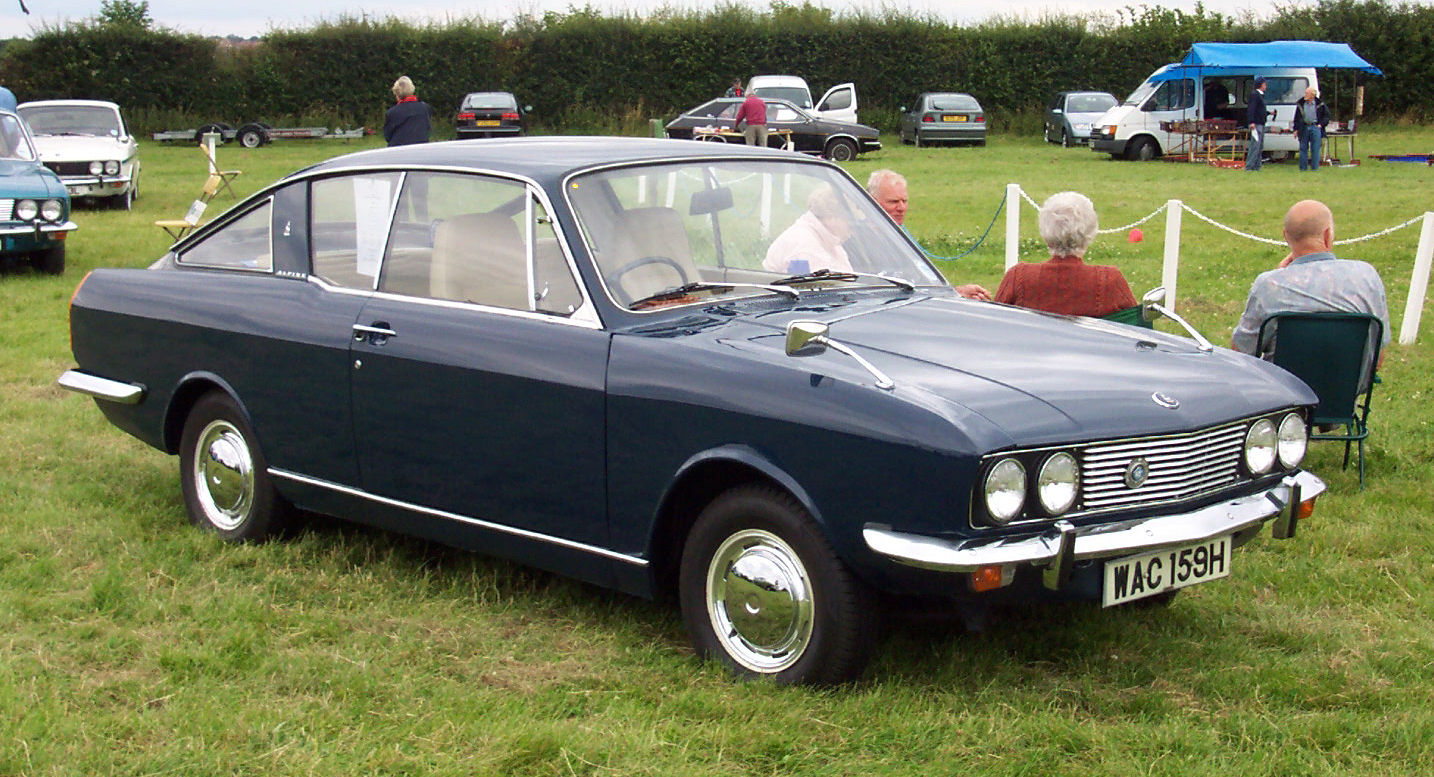
Una Sunbeam Alpine Fastback coupé

La Sunbeam Alpine Fastback, introdotta nel 1970, fu essenzialmente una Rapier con specifiche tecniche modificate, e fu commercializzata per colmare il gap nella gamma Arrow. Fu collocata sotto la Singer Vouge. Usava lo stesso motore da 1725 cm³ di cilindrata della Hillman Hunter che, montando un singolo carburatore di marca Stromberg e modello 150CD, sviluppava 74 bhp a 5500 giri al minuto. L'offerta sulla trasmissione includeva l’overdrive con cambio manuale, o quello automatico di marca Borg-Warner.
Questa Alpine, sebbene meglio equipaggiata, era meno sportiva ma forse più lussuosa della Rapier. Possedeva un cruscotto in legno con meno strumenti, al contrario di quello della Rapier, che era in plastica ricoperta. Era inoltre usato il legno al posto del metallo sul “tunnel della trasmissione” (cioè parte centrale dell'abitacolo, che nelle vetture a motore anteriore e trazione posteriore ha un rigonfiamento longitudinale, atto ad ospitare sotto di esso tutti gli organi della trasmissione, come il cambio, l'albero di trasmissione, ecc.).  Erano presenti anche differenti finiture ai cerchioni, nessuna finitura in alluminio alle modanature sottoporta (e nemmeno quelle lucidate della H120), e nessun inserto in vinile sui montanti posteriori. Nonostante tutto, la Alpine Fastback era venduta nel Regno Unito a 1086 sterline, ed era dunque più economica della Rapier Fastbck, che era commercializzata a 1200 sterline.
La velocità massima di questa versione della Alpine era di 146 km/h e poteva raggiungere da ferma i 97 km/h in 14,6 secondi.
La Alpine Fastback fu prodotta fino al 1975, prima della Rapier e della H120

## La Sunbeam Rapier H120

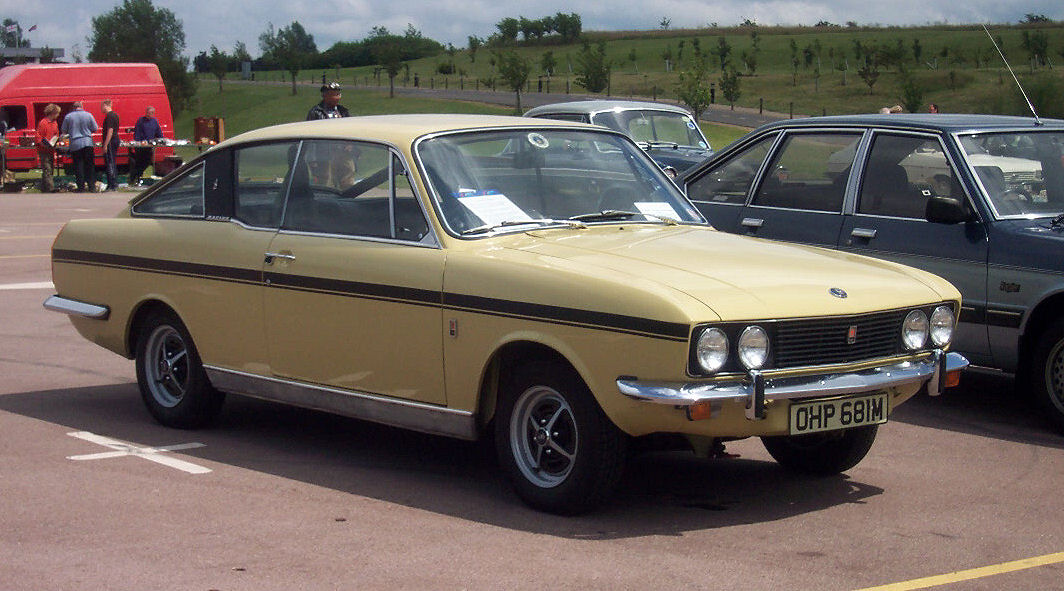
Una Sunbeam Rapier H120 Fastback coupé

Per produrre una vettura persino più veloce della Rapier Fastback, il gruppo Rootes sviluppò la H120. Basata sulla Rapier Fastback, la H120 aveva una versione più potente del motore da 1725 cm³ installato sulla vettura da cui derivava, ed era sviluppato dalla Holbay Racing Engines. Questo propulsore produceva 108 bhp a 5200 giri al minuto, ed era fornito di una testata speciale, un asse a camme dal profilo spinto, un collettore di scarico del tipo 4 in 1 (che ha una resa migliore ad alti regimi di giri del propulsore), un particolare distributore e due carburatori di marca Weber e modello 40DCOE.
Per migliorare la guida sportiva, la H120 aveva i rapporti del cambio ravvicinati, un rapporto di overdrive rinforzato per utilizzi più gravosi ed una riduzione finale innalzata. La trasmissione automatica non era disponibile.
Per accrescere l'immagine sportiva, alla H120 furono dati cerchi Rostyle maggiorati, indicatori di direzione più grandi, modanature sottoporta lucidate, un radiatore nero opaco ed un nuovo portellone del bagagliaio che incorporava uno spoiler integrato. La dicitura H120 appariva sulla parte frontale delle ali anteriori ed al centro della calandra.
La velocità massima raggiunta dalla H120 era di 171 km/h, mentre l'accelerazione da 0 a 97 km/h era di 11,1 secondi
La produzione della H120 fu interrotta, insieme a quella della Rapier Fastback, nel 1976.